# جورج دبليو. ماكيفر
جورج دبليو. ماكيفر (بالإنجليزية: George W. McIver)‏ هو ضابط أمريكي، ولد في 22 فبراير 1858 في كارثاج في الولايات المتحدة، وتوفي في 9 مايو 1947 في واشنطن العاصمة في الولايات المتحدة.